# Харви Кайтел
Харви Кайтел (на английски: Harvey Keitel) е американски филмов актьор. Известен е с мъжкарските образи, които изпълнява във филмови класики на режисьори, като Мартин Скорсезе, Куентин Тарантино, Бари Левинсън и Ридли Скот.

## Биография

### Ранни години и личен живот
Харви Кайтел е роден на 13 май 1939 година в нюйоркския район Бруклин. Родителите му Мириъм и Хари Кайтел са емигранти от Румъния и Полша с еврейски произход. Те притежават малко заведение за бързо хранене. Баща му работи и като майстор на шапки.
Кайтел израства със сестра си Рене и брат си Джери в Брайтън Бийч – квартал в Бруклин. Като ученик посещава гимназията „Ебръхам Линкълн“. На 16-годишна възраст решава да се присъедини към американския морски пехотен корпус, което го отвежда за известно време по служба в Ливан. След завръщането си в САЩ, той работи като съдебен репортер и е напълно способен да осигурява издръжката си още преди започването на актьорска кариера.
В периода 1982 – 1993 година, Кайтел поддържа връзка с актрисата Лорейн Брако, станала по-късно известна с ролята на психиатъра д-р Дженифър Мелфи в телевизионния сериал Семейство Сопрано. Двамата имат дъщеря Стела, родена през 1985 година. През 2001 година се ражда синът му Хъдзън от връзката с Лиза Кармазин. Пак през 2001 година сключва брак с актрисата Дафна Кастнър, от която има син Роман, роден през 2003 година.
Харви Кайтел е кръстник на Макс – син на близкия му приятел Майкъл Мъдсън.

## Избрана филмография
| Година | Филм                            | Оригинално заглавие                | Роля                       | Режисьор          |
| ------ | ------------------------------- | ---------------------------------- | -------------------------- | ----------------- |
| 1973   | Коварни улици                   | Mean Streets                       | Чарли                      | Мартин Скорсезе   |
| 1974   | Алис не живее вече тук          | Alice Doesn't Live Here Anymore    | Бен                        | Мартин Скорсезе   |
| 1976   | Шофьор на такси                 | Taxi Driver                        | Матю Хигинс                | Мартин Скорсезе   |
| 1976   | Бъфало Бил и индианците         | Buffalo Bill and the Indians       | Ед Гудман                  | Робърт Олтмън     |
| 1984   | Да се влюбиш                    | Falling in Love                    | Ед Ласки                   | Улу Гросбард      |
| 1988   | Последното изкушение на Христос | The Last Temptation of Christ      | Юда Искариотски            | Мартин Скорсезе   |
| 1990   | Двамата Джейк                   | The Two Jakes                      | Джейк Бърман               | Джак Никълсън     |
| 1991   | Телма и Луиз                    | Thelma & Louise                    | Хал                        | Ридли Скот        |
| 1991   | Бъгси                           | Bugsy                              | Мики Коен                  | Бари Левинсън     |
| 1992   | Лошият лейтенант                | Bad Lieutenant                     | лейтенантът                | Абел Ферара       |
| 1992   | Глутница кучета                 | Reservoir Dogs                     | господин Бял               | Куентин Тарантино |
| 1992   | Монахини в действие             | Sister Act                         | Винц                       | Емил Ардолино     |
| 1993   | Терористката                    | Point of No Return                 | Виктор (Чистачът)          | Джон Бедем        |
| 1993   | Пианото                         | The Piano                          | Джордж Бейнс               | Джейн Кемпиън     |
| 1993   | Изгряващо слънце                | Rising Sun                         | Лейтенант Том Греъм        | Филип Кауфман     |
| 1994   | Криминале                       | Pulp Fiction                       | Уинстън (Вълкът)           | Куентин Тарантино |
| 1994   | Маймунски неприятности          | Monkey Trouble                     | Азро                       | Франко Амури      |
| 1994   | Въображаеми престъпления        | Imaginary Crimes                   | Рей Вайлер                 | Антъни Дразан     |
| 1995   | Дим                             | Smoke                              | Оги Врен                   | Уейн Уан          |
| 1996   | От здрач до зори                | From Dusk till Dawn                | пастор Джейкъб Фулър       | Робърт Родригес   |
| 1997   | Копланд                         | Cop Land                           | Лейтенант Рей Донлан       | Джеймс Манголд    |
| 1999   | Свещен дим                      | Holy Smoke!                        | Пи Джей Уотърс             | Джейн Кемпиън     |
| 2000   | Подводница U-571                | U-571                              | Хенри Клъф                 | Джонатан Мостоу   |
| 2001   | Извънредни мерки                | Taking sides                       | майор Стив Арнолд          | Ищван Сабо        |
| 2002   | Червеният дракон                | Red Dragon                         | Джак Крауфорд              | Брет Ратнър       |
| 2004   | Съкровището                     | National Treasure                  | агент на ФБР Питър Садъски | Джон Търтълтауб   |
| 2005   | Игра по ноти                    | Be Cool                            | Ник Кар                    | Ф. Гари Грей      |
| 2006   | Артур и минимоите               | Arthur et les Minimoys             | глас                       | Люк Бесон         |
| 2007   | Съкровището: Книгата на тайните | National Treasure: Book of Secrets | агент на ФБР Питър Садъски | Джон Търтълтауб   |
| 2009   | Гадни копилета                  | Inglourious Basterds               | командир на Копилетата     | Куентин Тарантино |
| 2010   | Запознай се с малките           | Little Fockers                     | Ранди Уиър                 | Пол Вайц          |
| 2012   | В царството на пълнолунието     | Moonrise Kingdom                   | командир Пирс              | Уес Андерсън      |
| 2013   | Конгресът                       | The Congress                       | Ал                         | Ари Фолман        |
| 2014   | Гранд хотел „Будапеща“          | The Grand Budapest Hotel           | Лудвиг                     | Уес Андерсън      |
| 2015   | Младост                         | Youth                              | Мик Бойл                   | Паоло Сорентино   |
| 2018   | Островът на кучетата            | Isle of Dogs                       | Гондо                      | Уес Андерсън      |
| 2019   | Ирландецът                      | The Irishman                       | Анджело Бруно              | Мартин Скорсезе   |

## Награди и Номинации
Награди на Американската Филмова Академия „Оскар“ (САЩ):
- Номинация за най-добър актьор в поддържаща роля за Бъгси (1991)

Награди „Златен глобус“ (САЩ):
- Номинация за най-добър актьор в поддържаща роля за Бъгси (1991)

Филмов фестивал „Берлинале“:
- Награда „Сребърна мечка“ за изпълнението във филма Дим (1995)